# Alsace (frégate)
Pour les autres navires du même nom, voir Alsace (homonymie).
L'Alsace (indicatif visuel D656) est la septième frégate du programme FREMM, lancé en commun par la France et l'Italie. Contrairement aux précédentes unités de la classe Aquitaine, il s'agit de la première frégate à être orientée vers la lutte antiaérienne dite « renforcée ». L'Alsace possède les mêmes moyens de lutte ASM que les six premières FREMM mais ne dispose pas des missiles de croisière navals (MdCN). Elle a été livrée à la Marine nationale le 16 avril 2021 à Toulon, et entre en service le 22 novembre 2021.

## Caractéristiques

### Navigation et veille
Conçue pour la lutte antiaérienne, la principale différence visuelle avec les navires précédents de la classe Aquitaine tient dans la forme du mât, qui a été modifié à sa base pour être le plus fin possible afin de réduire au maximum l'effet de masque sur l'arrière pour le radar tournant Herakles +. La puissance de celui-ci est augmentée et il est intégré avec un module spécifique dans le système de combat SETIS (ajout d'un poste de directeur de la lutte antiaérienne de zone et de trois consoles supplémentaires dans le central opération),. La forme de la passerelle est également légèrement modifiée.
L'équipage de l'Alsace est composé de 132 marins (dont quatorze pour le groupe hélicoptère) et peut accueillir trente-trois passagers supplémentaires (état-major embarqué ou commandos marine), soit une capacité d'accueil de 165 personnes, contre 145 sur les précédentes FREMM,.

### Armement
Du fait de son orientation principale vers la défense anti-aérienne, l'Alsace n'embarque pas de missile de croisière naval (MdCN) mais quatre systèmes Sylver A50, portant un panachage de seize missiles Aster 15 et de seize missiles Aster 30, auxquels s'ajoutent huit missiles antinavires Exocet MM40 Block3, une tourelle OTO Melara de 76 mm conduite par un système STIR 1.2 EO Mk2 de Thales, deux canons Narwhal téléopérés de 20 mm et des tubes lance-torpilles pour MU90,. Elle possède également deux brouilleurs, deux lance-leurres anti-missiles et deux lance-leurres anti-torpilles. L'Alsace dispose également des mêmes capacités de lutte anti-sous-marine que les frégates de la classe Aquitaine.
Le bâtiment embarque un hélicoptère NH 90 NFH (Caïman marine).

## Construction
Le projet contractuel de FREMM dédiées à la défense anti-aérienne remonte à 2008, lors de l'abandon – pour des raisons budgétaires – des troisième et quatrième frégates de la classe Horizon.
La construction de l'Alsace a débuté en juin 2016 aux chantiers Naval Group de Lorient avec la pose de la quille,. La mise sur cale a eu lieu en février 2018 pour l'assemblage des dix blocs flotteurs et des six blocs modulaires de superstructures. La frégate a été mise à l'eau le 18 avril 2019 dans le Scorff, à Lorient.
L'Alsace a débuté ses essais en mer le 5 octobre 2020 au large de Lorient. Ils se sont prolongés dans le golfe de Gascogne jusqu'en mars 2021, avant son appareillage pour Toulon pour finir les tests de défense anti-aérienne. L'Alsace a été livrée a la Marine nationale le 16 avril 2021 à Toulon.

## Carrière opérationnelle
La principale mission de l'Alsace est la lutte antiaérienne de premier rang, au sein d'un groupe aéronaval (comprenant le Charles de Gaulle) ou amphibie (comprenant un porte-hélicoptères amphibie de la classe Mistral), en remplacement de la frégate Cassard, retirée du service en mars 2019. Après une période d'essais de plusieurs mois entamée en 2021 qui la verra être déployée avec le groupe aéronaval, notamment en compagnie du Charles de Gaulle et du sous-marin Suffren, et tirer un missile surface-air Aster 30, elle entre en service dans la Marine nationale le 22 novembre 2021.

### Crise en Mer Rouge (2023-2024)
Dans la nuit du 26 au 27 janvier le pétrolier Marlin Luanda est touché par un missile houthiste. Très vite un important incendie se déclare à bord en raison des hydrocarbures très inflammables transportés. La frégate française de premier rang L’Alsace, le destroyer américain USS Carney et la frégate indienne Visakhapatnam ont porté assistance au navire en dépêchant leurs équipes anti-incendie permettant de maitriser le brasier après 20h de lutte.
Dans la nuit du 19 au 20 février, les frégates françaises FREMM Alsace et Languedoc abattent 2 drones houthistes au dessus de la mer Rouge et du golf d'Aden. Tôt le 22 février, une des 2 FREMM engage et détruit 2 drones de combat aériens.
Le 9 mars, les Houthis lancent une vaste attaque de drones aériens kamikazes contre les navires des coalitions et contre le remorquage du MV True Confidence touché le 6 mars. La FREMM Alsace abat trois drones kamikazes en utilisant aussi bien des missiles Aster, des canons et une mitrailleuse Browning M2, tandis que les forces aériennes françaises à Djibouti, des Mirage 2000-5F de l'escadron de chasse 3/11 Corse, abattent un autre drone kamikaze,.
Le 20 mars, l'hélicoptère embarqué de la FREMM Alsace abat un drone houthiste "Sayad" à proximité d'un navire commercial. Cette destruction fut faite par un hélicoptère AS.565SA Panther de la flottille 36F, a priori par un tir de mitrailleuse AANF1.
Le 21 mars, la FREMM Alsace abat trois missiles balistiques houthistes visant sa position avec ses missiles Aster, une première pour la Marine nationale.
Après trois mois passés en Mer Rouge, la frégate rentre à quai le 4 avril 2024, et son commandant affirme que « la menace sur le bateau était bien plus importante en mer Rouge » que pendant l'opération Harmattant.